# Antonie van Leeuwenhoek
Antonie Philips van Leeuwenhoek, nizozemski trgovec in prirodoslovec, * 24. oktober 1632, Delft, Republika Nizozemska, † 26. avgust 1723, Delft.
Po poklicu je bil suknar, v prostem času pa se je ukvarjal z izdelovanjem leč. Z domiselno tehniko je delal drobne, a zelo kvalitetne leče, iz njih pa mikroskope, po zmogljivosti bistveno boljše od predhodnikov. Proslavil se je s svojimi opazovanji prej popolnoma neznanega mikroskopskega življenja, poročila o katerih je redno pošiljal londonski Kraljevi družbi. Kot prvi človek je ugledal enocelične mikroorganizme ter celično strukturo tkiv, kot so mišice in kapilare. Zato mu pravimo tudi »oče mikrobiologije«. Kljub velikemu zanimanju uglednežev za njegovo delo je skrbno varoval skrivnost svoje tehnike izdelovanja leč.

## Življenjepis
Rodil se je kot peti otrok v družini izdelovalca košar brez posebno visokega družbenega statusa, njegova mati pa je bila potomka rodbine pivovarjev. Oče mu je umrl, ko je bil Antonie star pet let, mati se je kmalu po tistem vnovič poročila. O njegovem zgodnjem življenju ni veliko podatkov, kot mladenič je nekaj časa živel pri stricu odvetniku, vendar ni pridobil izobrazbe iz latinščine ali drugih klasičnih predmetov. Pri šestnajstih je bil poslan v Amsterdam za vajenca v suknarski delavnici, kjer se je priučil svojega poklica in se šest let kasneje vrnil v rodni Delft, kjer je živel do svoje smrti.
V Delftu je kupil hišo z delavnico in odprl suknarsko obrt ter se poročil. Žena Barbara je umrla 12 let kasneje, leta 1666, pet let po tem se je poročil vnovič, tokrat z njeno sorodnico Cornelio Swalmius. Leta 1662 je bil imenovan za komornika pri visokih mestnih uradnikih, kar mu je prineslo stalen vir prihodkov. Pridobil je tudi funkcijo geodeta ter opravljal za mestne oblasti več uradnih nalog. Bil je med drugim upravljavec premoženja obubožanega slikarja Jana Vermeerja po njegovi smrti in vinarski inšpektor.
Leta 1668 je obiskal London, kjer se je verjetno seznanil s Hookeovo knjigo Micrographia, takrat med izobraženci zelo popularnim delom. Že prej se je naučil izdelovati preproste povečevalne leče, ki so jih suknarji uporabljali za nadzor kakovosti, Hookeove risbe pa so ga navdušile nad takrat še praktično neznanim mikroskopskim svetom, tako da je ves svoj prosti čas posvetil izdelovanju mikroskopov in opazovanju različnih objektov. Leta 1673 je nedolgo prej ustanovljena Kraljeva družba prejela njegovo pismo, ki ga je tajniku Henryju Oldenburgu posredoval van Leeuwenhoekov someščan, zdravnik in anatom Regnier de Graaf. V pismu, ki je bilo (prevedeno) objavljeno v društveni reviji Philosophical Transactions of the Royal Society, je poročal o prvih grobih opazovanjih plesni, obustnega aparata čebele in uši.
Od takrat pa praktično do smrti je izdeloval svoje mikroskope in opazoval drobne organizme ter druge mikroskopske strukture, Kraljevi družbi je poslal skoraj 400 pisem z opisi in skicami. Vsa pisma so v nizozemščini, saj ni znal drugih jezikov, skice pa je izdeloval najeti risar po njegovih opisih.  Izdelal je tudi na stotine mikroskopov, od katerih je ostalo ohranjenih devet. Leta 1680 je bil izvoljen za polnega člana Kraljeve družbe, kar je štel za izjemno čast. Do konca stoletja je imel na račun pisem, ki so bila prevajana in objavljena na mnogih krajih, skoraj zvezdniški status. Obiskovali so ga vladarji in učenjaki, kot so Gottfried Wilhelm Leibniz, Viljem III. Oranski in Peter Veliki, ki so želeli videti njegove preparate. Vendar je bila njemu pozornost odveč, saj ga je odvračala od dela, zato je mnoge ugledne goste zavrnil. Bil je preprost in v manirah včasih grob človek, ki ga je gnala le neusahljiva radovednost. Hkrati ni rad poslušal kritike, poleg tega pa je ljubosumno varoval svoje tehnike, saj se je bal, da bi ga zgodovina pozabila, če bi se drugi začeli obširneje ukvarjati z mikroskopijo. Obiskovalcem je kazal le dva ali tri manj kvalitetne mikroskope in dajal vtis, da je izdelava izjemno težavna. Robert Hooke je pred svojo smrtjo zaskrbljeno zapisal, da leži celotna mikroskopija na plečih tega človeka.
Kljub zdravstvenim težavam, ki so ga pestile v visoki starosti, je van Leeuwenhoek še dobesedno na smrtni postelji pri 90 letih opazoval preparate in pošiljal pisma Kraljevi družbi. Po smrti leta 1723 je bil pokopan s častmi pri stari cerkvi v Delftu. Njegova hči iz prvega zakona Maria mu je dala kasneje ob grobnici postaviti spomenik.

## Odkritja
Kot pionir mikroskopije je bil van Leeuwenhoek prvi človek, ki je opazoval različne mikroskopske organizme, pri čemer je v kasnejših letih prešel s preprostega opazovanja na prve poskuse, s katerimi je ugotavljal značilnosti prej neznanega sveta.
Leta 1674 je poročal o »živalicah«, ki jih je odkril v kaplji vode iz bližnjega jezera, po opisih sodeč je videl razne predstavnike sladkovodnih protistov, kot so kotačniki, migetalkarji in evglene, pa tudi enocelične alge. Že istega leta je pričel v pismih Kraljevi družbi pošiljati tudi opise preparatov, ki jih je sam pripravil z natančnim rezanjem (npr. stržen črnega bezga) ali seciranjem. Kot prvi je podal natančen opis celic, kot so eritrociti in semenčice.
Njegovi prvi poskusi datirajo v leto 1700, z njimi je želel eksperimentalno potrditi svoje prepričanje, da imajo tudi mikroorganizmi starše, kar je bilo v nasprotju s tedanjo idejo o spontanem nastajanju. V ta namen je najprej opazoval razmnoževanje kolonijske alge Volvox, ki jo je prav tako odkril, v kontroliranem okolju, kasneje pa se je posvetil tudi spremljanju življenjskega kroga zajedavskih žuželk. S seciranjem večjih organizmov je odkrival delovanje obtočil in čutil (predvsem sestavljenih oči členonožcev) ter funkcije rastlinskih semen. S svojim natančnim in premišljenim pristopom je postavil nekaj temeljev eksperimentalne biologije.